# Hannoverscher Sportverein von 1896 1970-1971
Questa voce raccoglie le informazioni riguardanti l'Hannoverscher Sportverein von 1896 nelle competizioni ufficiali della stagione 1970-1971.

## Stagione
Nella stagione 1970-1971 l'Hannover, allenato da Helmuth Johannsen, concluse il campionato di Bundesliga al 9º posto. In Coppa di Germania l'Hannover fu eliminato al primo turno dall'Amburgo.

## Rosa
| N. |                     | Ruolo | Calciatore              |
| -- | ------------------- | ----- | ----------------------- |
|    | Germania (bandiera) | P     | Bernd Helmschrot        |
|    | Germania (bandiera) | P     | Horst Podlasly          |
|    | Germania (bandiera) | D     | Peter Anders            |
|    | Germania (bandiera) | D     | Hans-Herbert Blumenthal |
|    | Germania (bandiera) | D     | Klaus Bohnsack          |
|    | Germania (bandiera) | D     | Hans-Josef Hellingrath  |
|    | Germania (bandiera) | D     | Peter Loof              |
|    | Germania (bandiera) | D     | Kurt Ritter             |
|    | Germania (bandiera) | D     | Rainer Stiller          |
|    | Germania (bandiera) | C     | Jürgen Bandura          |

| N. |                     | Ruolo | Calciatore          |
| -- | ------------------- | ----- | ------------------- |
|    | Germania (bandiera) | C     | Horst Berg          |
|    | Germania (bandiera) | C     | Horst Bertl         |
|    | Germania (bandiera) | C     | Hans Siemensmeyer   |
|    | Germania (bandiera) | C     | Hans-Joachim Weller |
|    | Germania (bandiera) | A     | Claus Brune         |
|    | Serbia (bandiera)   | A     | Zvezdan Čebinac     |
|    | Germania (bandiera) | A     | Ferdinand Keller    |
|    | Germania (bandiera) | A     | Rudolf Nafziger     |
|    | Germania (bandiera) | A     | Willi Reimann       |

## Organigramma societario
Area tecnica
- Allenatore: Helmuth Johannsen
- Allenatore in seconda:
- Preparatore dei portieri:
- Preparatori atletici:

## Calciomercato

### Sessione estiva
| Acquisti | Acquisti            | Acquisti    | Acquisti |
| R.       | Nome                | da          | Modalità |
| -------- | ------------------- | ----------- | -------- |
| C        | Horst Berg          | Monaco 1860 |          |
| C        | Horst Bertl         | Bremerhaven |          |
| A        | Ferdinand Keller    | Monaco 1860 |          |
| A        | Rudolf Nafziger     | San Gallo   |          |
| A        | Willi Reimann       | Bremerhaven |          |
| C        | Hans-Joachim Weller | Göttingen   |          |

| Cessioni | Cessioni         | Cessioni             | Cessioni |
| R.       | Nome             | a                    | Modalità |
| -------- | ---------------- | -------------------- | -------- |
| C        | Christian Breuer | Alemannia Aquisgrana |          |
| C        | Jürgen Detsch    | Bayern Hof           |          |
| A        | Jupp Heynckes    | Borussia M'gladbach  |          |
| C        | Rainer Zobel     | Bayern Monaco        |          |

## Risultati

### Bundesliga

#### Girone di andata
| Arbitro: | Fuchs |

|                            |           |  |
| Hohnhausen 79’ Lippens 87’ | Marcatori |  |

| Arbitro: | Schröck |

|            |           |                             |
| Keller 26’ | Marcatori | 66’ Hölzenbein 76’ Rohrbach |

| Mönchengladbach 28 agosto 1970, ore 20:00 CET 3ª giornata | Borussia M'gladbach | 0 – 0 referto | Hannover 96 | Bökelbergstadion (26 000 spett.)\| Arbitro: \| Seiler \| |
| Arbitro:                                                  | Seiler              |               |             |                                                          |

| Arbitro: | Kindervater |

|  |           |                                 |
|  | Marcatori | 11’ Seeler 34’ Hönig 56’ Zaczyk |

| Arbitro: | Köhler |

|            |           |              |
| Weller 87’ | Marcatori | 63’ Bechtold |

| Arbitro: | Heckeroth |

|                                 |           |           |
| Kuster 44’, 79’ Stockhausen 59’ | Marcatori | 22’ Brune |

| Arbitro: | Wengenmayer |

|                      |           |           |
| Bertl 30’ Keller 80’ | Marcatori | 61’ Hošić |

| Arbitro: | Fork |

|                                    |           |            |
| Mrosko 9’ Müller 20’ Roth 84’, 88’ | Marcatori | 54’ Keller |

| Arbitro: | Siebert |

|           |           |                             |
| Keller 8’ | Marcatori | 22’ Sühnholz 74’ Schumacher |

| Arbitro: | Riegg |

|                            |           |  |
| Fischer 9’ Libuda 50’, 78’ | Marcatori |  |

| Arbitro: | Seiler |

|                      |           |  |
| Keller 16’ Bertl 90’ | Marcatori |  |

| Brema 24 ottobre 1970, ore 15:30 CET 12ª giornata | Werder Brema | 0 – 0 referto | Hannover 96 | Weserstadion (15 000 spett.)\| Arbitro: \| Hennig \| |
| Arbitro:                                          | Hennig       |               |             |                                                      |

| Arbitro: | Regely |

|            |           |  |
| Keller 35’ | Marcatori |  |

| Arbitro: | Gabor |

|                                       |           |                             |
| Lehmann 31’, 44’ (rig.) Damjanoff 39’ | Marcatori | 24’ Siemensmeyer 63’ Keller |

| Arbitro: | Schröck |

|                               |           |  |
| Berg 47’ Brune 79’ Keller 90’ | Marcatori |  |

| Berlino 28 novembre 1970, ore 15:30 CET 16ª giornata | Hertha Berlino | 0 – 0 referto | Hannover 96 | Stadio Olimpico (32 000 spett.)\| Arbitro: \| Hilker \| |
| Arbitro:                                             | Hilker         |               |             |                                                         |

| Arbitro: | Aldinger |

|                                         |           |               |
| Stiller 12’ Keller 40’, 89’ Reimann 79’ | Marcatori | 87’ Weinkauff |

#### Girone di ritorno
| Arbitro: | Frickel |

|                           |           |             |
| Keller 51’, 65’ Bertl 89’ | Marcatori | 71’ Lippens |

| Arbitro: | Biwersi |

|                 |           |          |
| Nickel 43’, 83’ | Marcatori | 65’ Berg |

| Arbitro: | Betz |

|                  |           |            |
| Siemensmeyer 42’ | Marcatori | 60’ Laumen |

| Arbitro: | Tschenscher |

|          |           |  |
| Hönig 5’ | Marcatori |  |

| Arbitro: | Siepe |

|                     |           |                                                                          |
| Bechtold 77’ (rig.) | Marcatori | 45’ (rig.) Siemensmeyer 48’ Berg 68’ (rig.) Hellingrath 73’, 90’ Reimann |

| Arbitro: | Regely |

|                       |           |  |
| Reimann 51’ Bertl 83’ | Marcatori |  |

| Arbitro: | Hillebrand |

|                             |           |            |
| Ackermann 28’ Friedrich 44’ | Marcatori | 58’ Keller |

| Arbitro: | Biwersi |

|                       |           |                |
| Bertl 47’ Reimann 52’ | Marcatori | 43’, 88’ Zobel |

| Arbitro: | Aldinger |

|                                            |           |                                   |
| Sühnholz 41’ Kobluhn 43’ Fröhlich 85’, 90’ | Marcatori | 29’ Bertl 56’ Stiller 71’ Reimann |

| Arbitro: | Geng |

|                               |           |  |
| Keller 35’ Bertl 57’ Berg 59’ | Marcatori |  |

| Arbitro: | Linn |

|  |           |            |
|  | Marcatori | 44’ Keller |

| Arbitro: | Wichmann |

|  |           |                                |
|  | Marcatori | 38’ Schütz 41’ Lorenz 78’ Kamp |

| Arbitro: | Bonacker |

|  |           |                                                  |
|  | Marcatori | 27’ Berg 41’ Siemensmeyer 61’ Reimann 82’ Keller |

| Arbitro: | Riegg |

|                                       |           |                                 |
| Bertl 41’ Siemensmeyer 59’ Keller 77’ | Marcatori | 4’ Budde 62’ Pavlić 87’ Lehmann |

| Arbitro: | Engel |

|         |           |                                    |
| Weiß 9’ | Marcatori | 35’ (rig.) Siemensmeyer 37’ Keller |

| Arbitro: | Engel |

|          |           |          |
| Bertl 5’ | Marcatori | 86’ Wild |

| Arbitro: | Fuchs |

|                  |           |                     |
| Ritschel 2’, 24’ | Marcatori | 7’ Keller 55’ Bertl |

### Coppa di Germania
| Arbitro: | Siepe |

|                        |           |                                  |
| Weller 16’ Reimann 92’ | Marcatori | 20’ Seeler 99’ Dörfel 102’ Nogly |

## Statistiche

### Statistiche di squadra
| Competizione      | Punti | In casa | In casa | In casa | In casa | In casa | In casa | In trasferta | In trasferta | In trasferta | In trasferta | In trasferta | In trasferta | Totale | Totale | Totale | Totale | Totale | Totale | DR |
| Competizione      | Punti | G       | V       | N       | P       | Gf      | Gs      | G            | V            | N            | P            | Gf           | Gs           | G      | V      | N      | P      | Gf     | Gs     | DR |
| ----------------- | ----- | ------- | ------- | ------- | ------- | ------- | ------- | ------------ | ------------ | ------------ | ------------ | ------------ | ------------ | ------ | ------ | ------ | ------ | ------ | ------ | -- |
| Bundesliga        | 33    | 17      | 8       | 5       | 4       | 30      | 21      | 17           | 4            | 4            | 9            | 23           | 28           | 34     | 12     | 9      | 13     | 53     | 49     | +4 |
| Coppa di Germania | -     | 1       | 0       | 0       | 1       | 2       | 3       | 0            | 0            | 0            | 0            | 0            | 0            | 1      | 0      | 0      | 1      | 2      | 3      | -1 |
| Totale            | 33    | 18      | 8       | 5       | 5       | 32      | 24      | 17           | 4            | 4            | 9            | 23           | 28           | 35     | 12     | 9      | 14     | 55     | 52     | +3 |

### Andamento in campionato
| Giornata  | 1  | 2  | 3  | 4  | 5  | 6  | 7  | 8  | 9  | 10 | 11 | 12 | 13 | 14 | 15 | 16 | 17 | 18 | 19 | 20 | 21 | 22 | 23 | 24 | 25 | 26 | 27 | 28 | 29 | 30 | 31 | 32 | 33 | 34 |
| --------- | -- | -- | -- | -- | -- | -- | -- | -- | -- | -- | -- | -- | -- | -- | -- | -- | -- | -- | -- | -- | -- | -- | -- | -- | -- | -- | -- | -- | -- | -- | -- | -- | -- | -- |
| Luogo     | T  | C  | T  | C  | C  | T  | C  | T  | C  | T  | C  | T  | C  | T  | C  | T  | C  | C  | T  | C  | T  | T  | C  | T  | C  | T  | C  | T  | C  | T  | C  | T  | C  | T  |
| Risultato | P  | P  | N  | P  | N  | P  | V  | P  | P  | P  | V  | N  | V  | P  | V  | N  | V  | V  | P  | N  | P  | V  | V  | P  | N  | P  | V  | V  | P  | V  | N  | V  | N  | N  |
| Posizione | 16 | 18 | 18 | 18 | 17 | 18 | 17 | 18 | 18 | 18 | 18 | 18 | 18 | 18 | 17 | 15 | 14 | 13 | 14 | 14 | 14 | 14 | 11 | 13 | 13 | 13 | 13 | 11 | 12 | 11 | 11 | 10 | 10 | 9  |

Legenda:

Luogo: C = Casa; T = Trasferta. Risultato: V = Vittoria; N = Pareggio; P = Sconfitta.

### Statistiche dei giocatori
| Giocatore       | Bundesliga | Bundesliga | Bundesliga  | Bundesliga | Coppa di Germania | Coppa di Germania | Coppa di Germania | Coppa di Germania | Totale   | Totale | Totale      | Totale     |
| Giocatore       | Presenze   | Reti       | Ammonizioni | Espulsioni | Presenze          | Reti              | Ammonizioni       | Espulsioni        | Presenze | Reti   | Ammonizioni | Espulsioni |
| --------------- | ---------- | ---------- | ----------- | ---------- | ----------------- | ----------------- | ----------------- | ----------------- | -------- | ------ | ----------- | ---------- |
| P. Anders       | 34         | 0          | 0           | 0          | 1                 | 0                 | 0                 | 0                 | 35       | 0      | 0           | 0          |
| J. Bandura      | 34         | 0          | 0           | 0          | 1                 | 0                 | 0                 | 0                 | 35       | 0      | 0           | 0          |
| H. Berg         | 32         | 5          | 0           | 0          | 1                 | 0                 | 0                 | 0                 | 33       | 5      | 0           | 0          |
| H. Bertl        | 29         | 10         | 0           | 0          | 1                 | 0                 | 0                 | 0                 | 30       | 10     | 0           | 0          |
| H. Blumenthal   | 2          | 0          | 0           | 0          | 0                 | 0                 | 0                 | 0                 | 2        | 0      | 0           | 0          |
| K. Bohnsack     | 2          | 0          | 0           | 0          | 0                 | 0                 | 0                 | 0                 | 2        | 0      | 0           | 0          |
| C. Brune        | 21         | 2          | 0           | 0          | 0                 | 0                 | 0                 | 0                 | 21       | 2      | 0           | 0          |
| H. Hellingrath  | 34         | 1          | 0           | 0          | 1                 | 0                 | 0                 | 0                 | 35       | 1      | 0           | 0          |
| B. Helmschrot   | 17         | 0          | 0           | 0          | 0                 | 0                 | 0                 | 0                 | 17       | 0      | 0           | 0          |
| F. Keller       | 30         | 19         | 0           | 0          | 0                 | 0                 | 0                 | 0                 | 30       | 19     | 0           | 0          |
| P. Loof         | 0          | 0          | 0           | 0          | 0                 | 0                 | 0                 | 0                 | 0        | 0      | 0           | 0          |
| R. Nafziger     | 21         | 0          | 0           | 0          | 1                 | 0                 | 0                 | 0                 | 22       | 0      | 0           | 0          |
| H. Podlasly     | 17         | 0          | 0           | 0          | 1                 | 0                 | 0                 | 0                 | 18       | 0      | 0           | 0          |
| W. Reimann      | 22         | 7          | 0           | 0          | 1                 | 1                 | 0                 | 0                 | 23       | 8      | 0           | 0          |
| K. Ritter       | 5          | 0          | 0           | 0          | 0                 | 0                 | 0                 | 0                 | 5        | 0      | 0           | 0          |
| H. Siemensmeyer | 27         | 6          | 0           | 0          | 1                 | 0                 | 0                 | 0                 | 28       | 6      | 0           | 0          |
| R. Stiller      | 33         | 2          | 0           | 0          | 1                 | 0                 | 0                 | 0                 | 34       | 2      | 0           | 0          |
| H. Weller       | 27         | 1          | 0           | 0          | 1                 | 1                 | 0                 | 0                 | 28       | 2      | 0           | 0          |
| Z. Čebinac      | 12         | 0          | 0           | 0          | 1                 | 0                 | 0                 | 0                 | 13       | 0      | 0           | 0          |